# Dame van Cao

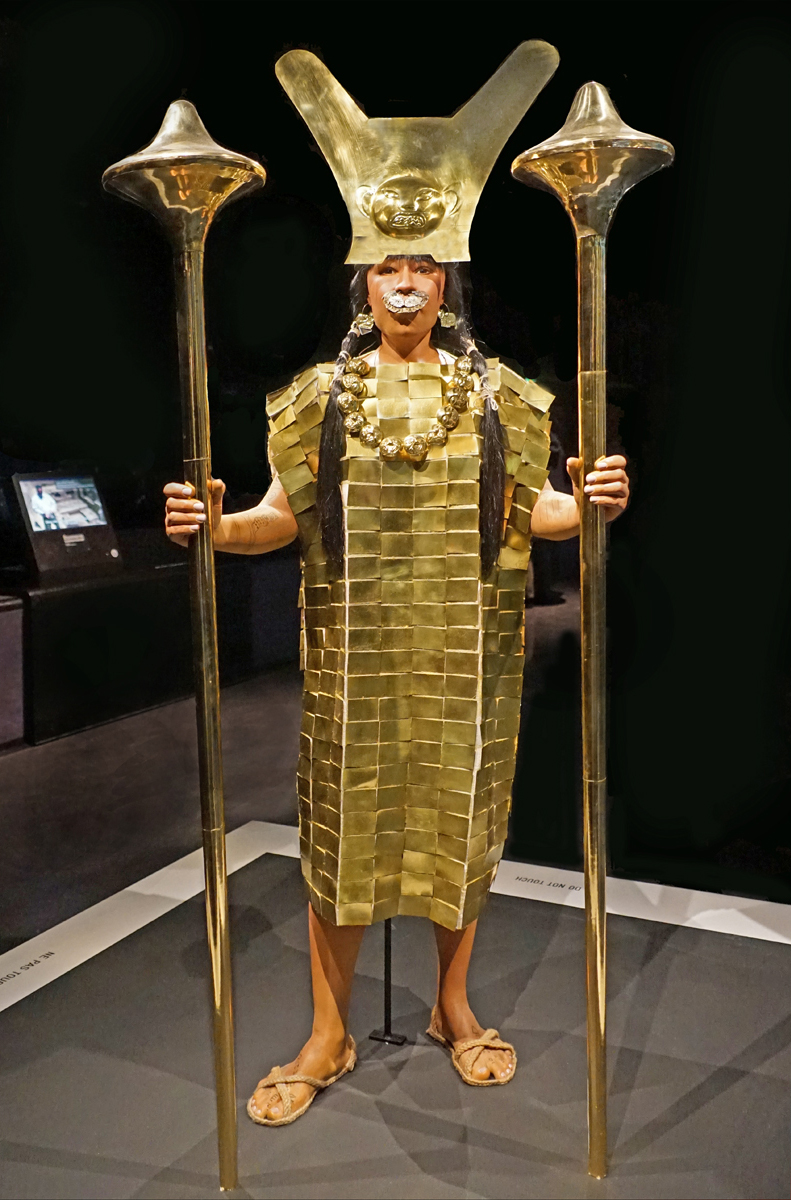
Reconstructie van de Dame van Cao in het Musée du quai Branly

De Dame van Cao is een naam die is gegeven aan een vrouwelijke Moche-mummie die is ontdekt op de archeologische vindplaats El Brujo, die ongeveer 45 km ten noorden van Trujillo in de regio La Libertad in Peru ligt.
De Dame van Cao werd in 2006 ontdekt door een team Peruaanse archeologen onder leiding van Regulo Franco Jordan van het Nationaal Cultureel Instituut van Peru met de financiële medewerking van de Augusto N. Wiese Stichting. De mummie, die zwaar getatoeëerd was en in vele lagen stof gewikkeld (onder een soort harnas, een lang gewaad gemaakt van een netwerk van kleine vierkante platen van verguld koper), werd gevonden met een aantal ceremoniële voorwerpen, waaronder wapens en sieraden (scepters, kronen, diademen, neussieraden, oorsieraden en 18 halskettingen in goud, zilver, lapis lazuli, kwarts en turkoois). Ook werden de resten van een tweede jonge vrouw gevonden, mogelijk een mensenoffer. Een autopsie wees uit dat de Dame van Cao midden twintig was toen zij stierf en mogelijk aan complicaties als gevolg van zwangerschap of bevalling is overleden. Ze was 1,45 meter lang.
De rijkdom van de begraafplaats en de aanwezigheid van wapens suggereren dat de vrouw een hoge priesteres of zelfs een Mocheheerser zou kunnen zijn geweest, die mogelijk regeerde over wat nu het district Chicama in Noord-Peru is. Vóór deze ontdekking werd aangenomen dat alleen mannen een hoge rang bekleedden in de Mochecultuur. De ontdekking van de graf van de Dame van Cao wordt vergeleken met die van de heer van Sipán wat betreft belangrijke archeologische ontdekkingen met betrekking tot de Moche.
Op 3 juli 2017 onthulden cultuurfunctionarissen en archeologen een replica van haar gezicht. Volgens het Peruaanse ministerie van Cultuur is de replica gemaakt met behulp van 3D-beeldvormingstechnologie en forensische archeologie op basis van haar schedelstructuur en etnografisch onderzoek, dat 10 maanden duurde om te maken.

## Afbeeldingen

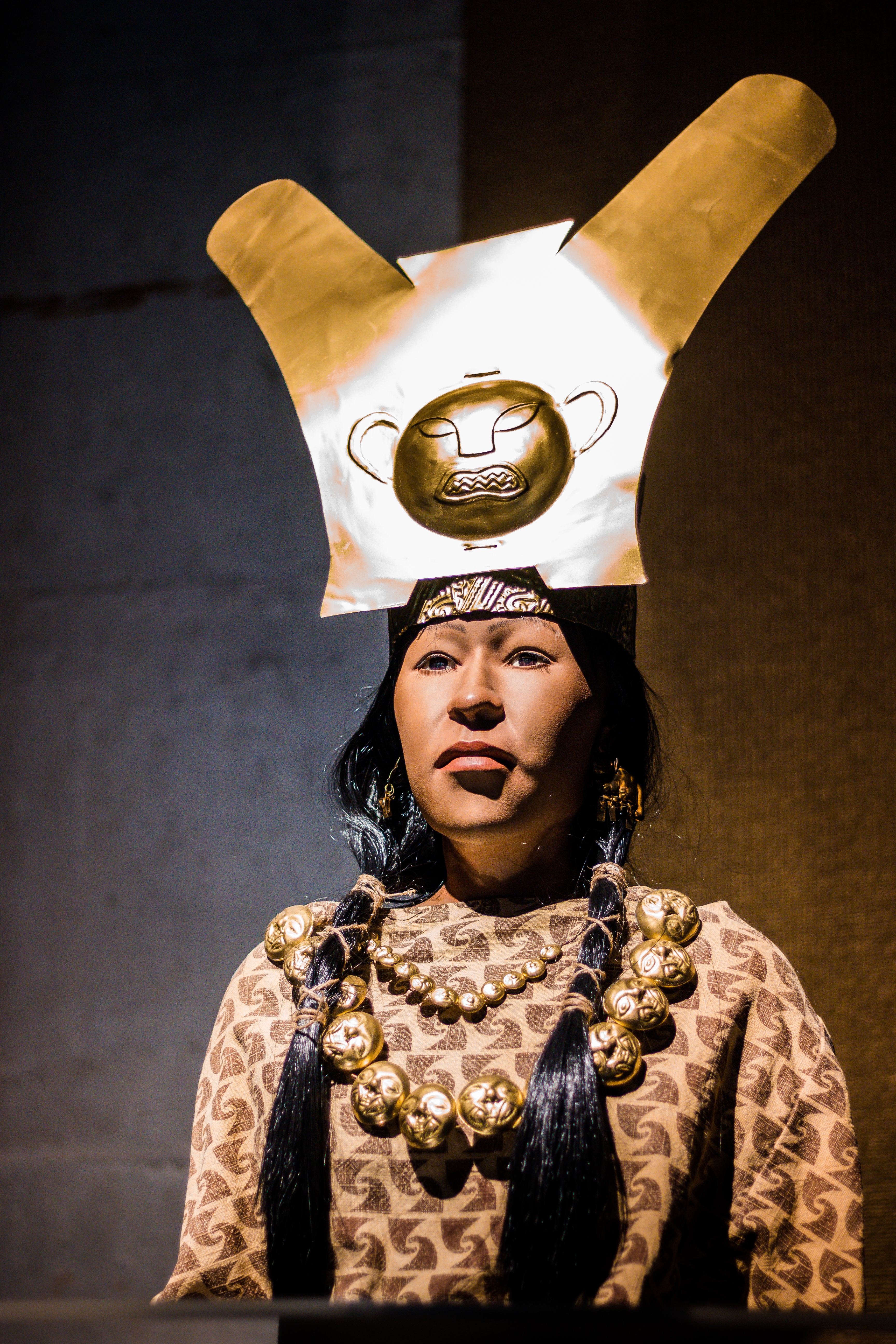
Reconstructie in het Museo Cao